# William Vukelić
William Vukelić (* 29. September 1998 in Rijeka) ist ein kroatischer Skirennläufer.

## Werdegang
Vukelić begann gemeinsam mit seinem Bruder im Alter von fünf Jahren mit dem Skifahren und startete ab November 2014 bei internationalen Nachwuchsrennen. Erst auf nationaler Ebene, ab Dezember aber auch bei FIS-Rennen in den Vereinigten Staaten. Ab Mitte des Monats gehörte er zum Starterfeld im Alpinen Nor-Am-Cup. In Panorama verpasste er aber in den ersten beiden Rennen eine gute Platzierung deutlich und trat daher zu den weiteren Rennen nicht an. Bei den folgenden FIS-Rennen auf gleicher Strecke wurde er im zweiten Rennen Zehnter. Im Februar 2015 fuhr er in Maribor erstmals aufs Podest. Zuvor hatte er bei den Weltmeisterschaften 2015 in Beaver Creek das Rennen im Riesenslalom bestritten und Platz 45 erreicht. Im März startete Vukelić bei den Nationalen Meisterschaften im bulgarischen Bansko und erreichte mit Platz 10 im Slalom und Platz sechs im Riesenslalom zwei gute Top-10-Platzierungen.